# Alexandre Kemourdjian
Alexandre Leonovitch Kemourdjian (en russe : Алекса́ндр Лео́нович Кемурджиа́н, en arménien : Ալեքսանդր Լեոնի Քեմուրջյան ; né le 4 octobre 1921 à Vladikavkaz, mort le 25 février 2003 à Saint-Pétersbourg) était un ingénieur, d'origine arménienne, du programme spatial de l'Union soviétique. En tant que concepteur en chef de la VNIITransmash, spécialisée dans la construction de chars d'assaut, il a conçu et développé après avoir été contacté par Sergueï Korolev, patron de l'astronautique soviétique, les châssis des premiers engins permettant d'explorer un autre monde, les rovers soviétiques Lunokhod. Plusieurs publications scientifiques de Kemourdjian ont été publiés sous les pseudonymes « Alexandrov », « Leonovich » ou « Uglev ».

## Biographie

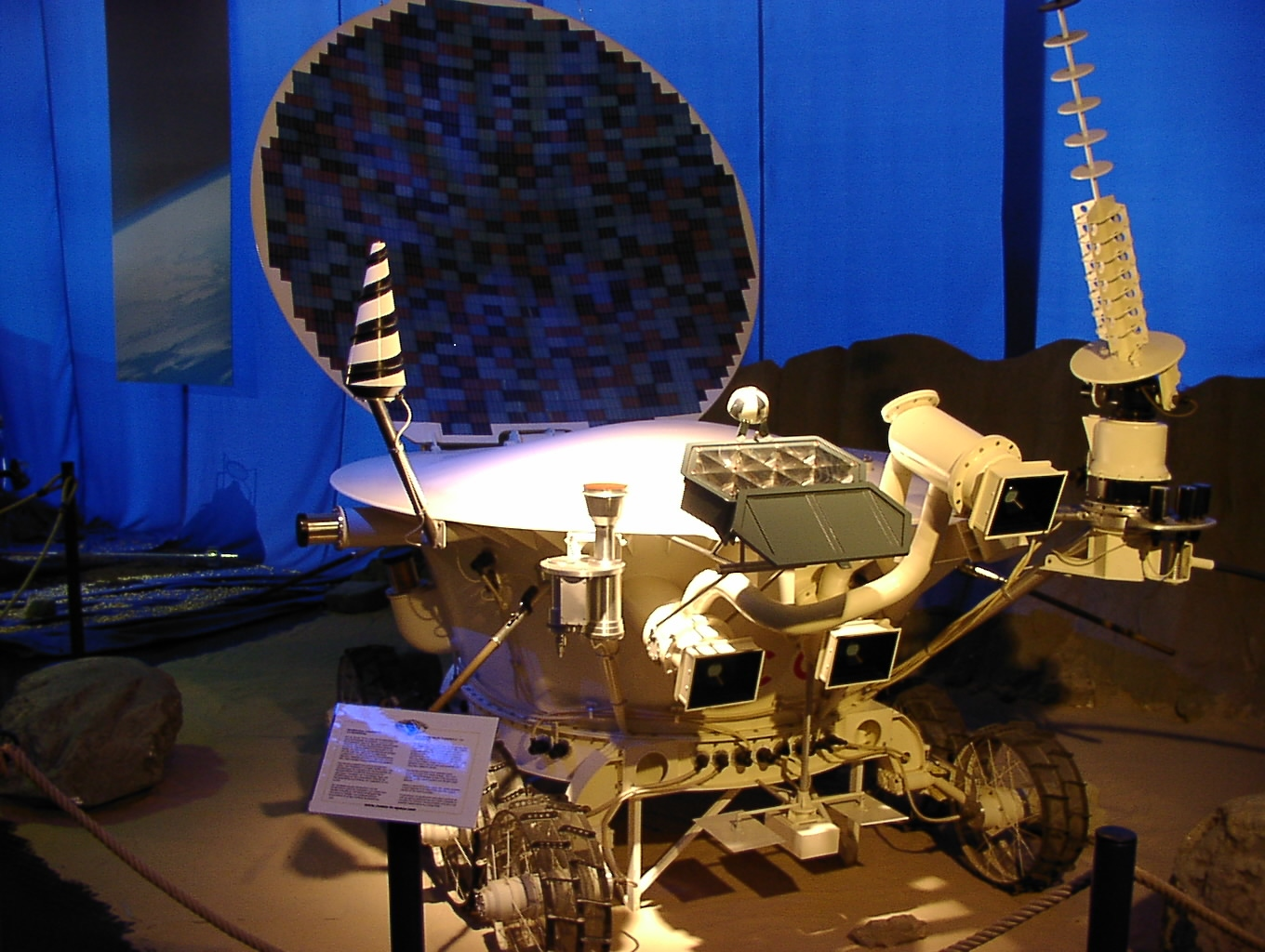
Maquette de Lunokhod 2.

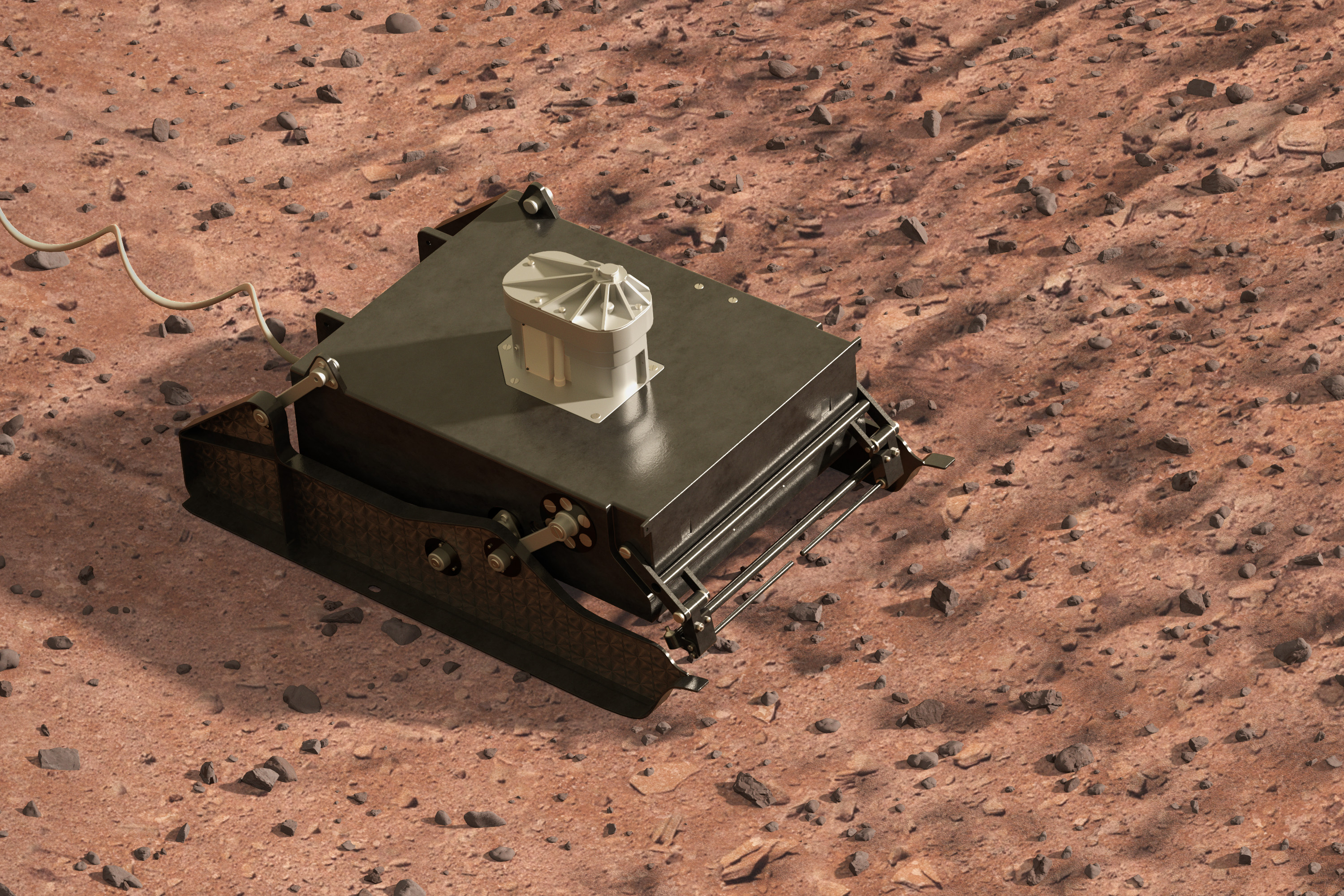
Vue d'artiste du rover Prop-M.

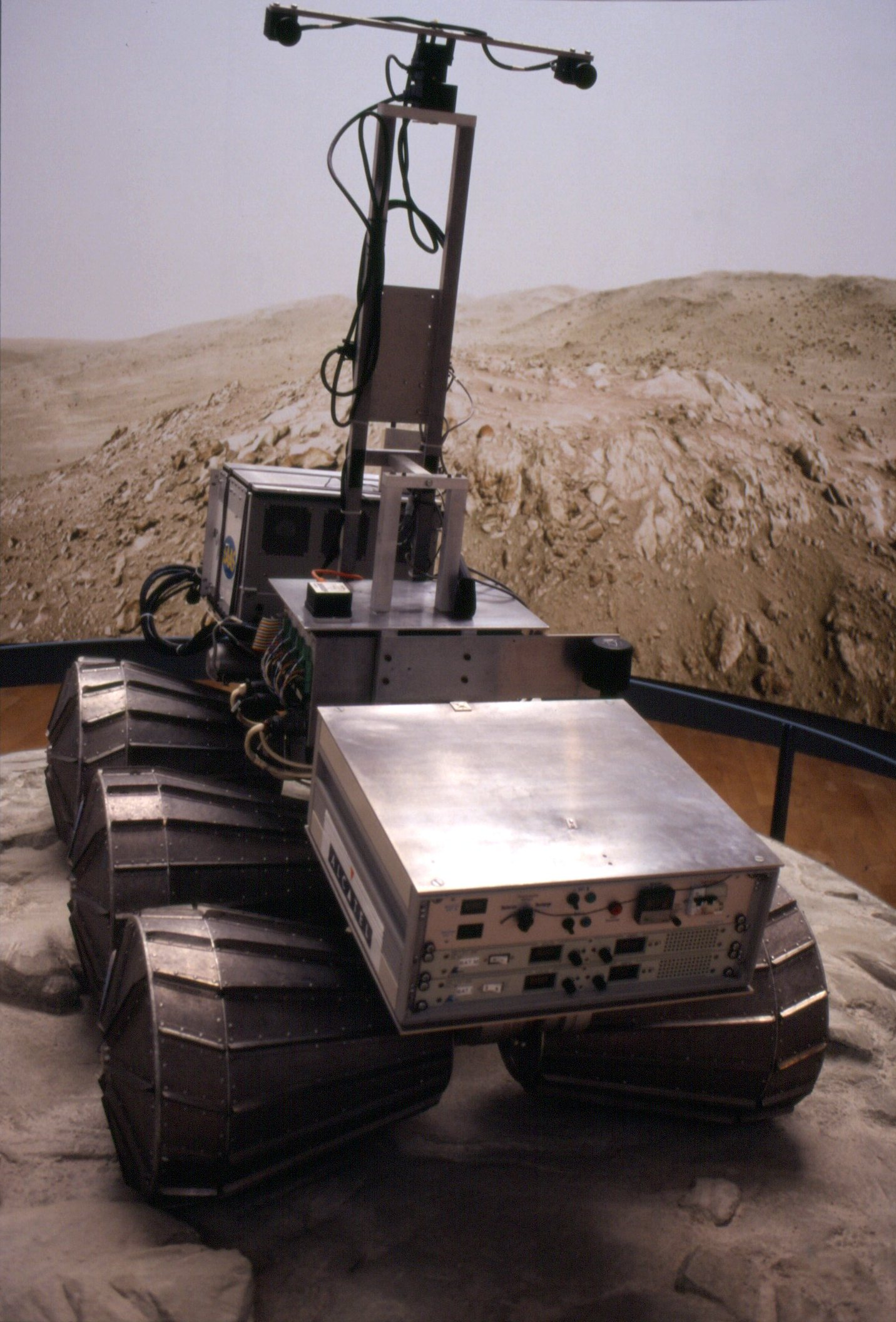
Le robot Lama, conçu à partir d'un châssis Marsokhod.

Kemourdjian naît en 1921 à Vladikavkaz. En 1940, il entre à l'Université technique d'État de Moscou-Bauman. En 1942, il se porte volontaire pour le front et sert dans l'armée soviétique, de 1943 jusqu'à la fin de la guerre. En 1951, il est diplômé du département des transports de l'Université technique d'État de Moscou-Bauman et envoyé à l'Institut de recherche 100 (VNIITransmash). En 1959, il est nommé chef des nouveaux principes du mouvement et chargé de recherches sur les aéroglisseurs : des véhicules de reconnaissance ou de combat à coussin d'air. En 1963-1973, il est engagé dans l'organisation et la gestion des travaux sur la création d'un châssis automoteur de rover. Sous sa direction, les principes fondamentaux de la conception de robots planétaires d'exploration sont définis. Ses équipes mettent au point plusieurs rovers, les rovers Lunokhod, les rovers Prop-M qui sont lancés par les sondes Mars 2 et Mars 3. Cependant, les atterrisseurs de ces deux dernières missions échouent avant d'avoir déployé les rovers. Un nouveau rover d'exploration de Mars, Marsokhod, est développé mais il ne sera jamais lancé : le lanceur N-1 n'ayant jamais réussi de lancement, le projet est annulé en 1974.
Après la catastrophe de Tchernobyl, l'expérience acquise par les équipes de Kemourdjian dans le domaine des robots téléopérés a été employée par les responsables soviétiques pour explorer le site et réaliser des travaux dans des zones dangereuses, en particulier sur le toit de la centrale, fortement contaminé.
Kemourdjian s'est rendu aux États-Unis, après la disparition de l'Union soviétique, pour rendre visite à des ingénieurs du Jet Propulsion Laboratory et confronter leurs idées sur les rovers planétaires.
Le programme Lunokhod, et plus particulièrement le travail de Kemourdjian, a fait l'objet du film documentaire Tank sur la Lune par le cinéaste français Jean Afanassieff. Le documentaire a été diffusé aux États-Unis sur la chaîne de télévision Science le 12 février 2008.

## Citation
« Tout le monde est capable de réaliser des choses extraordinaires, chacun à sa manière. Certains sont tout à fait heureux de faire des choses très simples, dans la bonne humeur ; d'autres, au contraire, s'acharnent sur de petits détails. Nous sommes tous différents. Peu importe si l'on crée pour voyager dans l'espace ou cultiver un champ. L'important est de faire ce que l'on a envie de faire. »

— Alexandre Kemourdjian.

## Distinctions
Principaux titres et décorations, par ordre de préséance :
- Ordre du Courage de la fédération de Russie
- Ordre de Lénine (1971)
- Ordre de la Guerre patriotique de 2e classe (1945, 1985)
- Ordre de l'Étoile rouge (1944)
- Ordre de l'Insigne d'honneur (1989)
- Prix Lénine (1973)

- Médailles militaires et médaille d'astronautique de la fédération de Russie.

Les compilateurs de l'ouvrage Outstanding People of the 20th Century, publié par l'International Biographical Centre, incluent Kemourdjian parmi les personnalités éminentes du XXe siècle. Un astéroïde, (5933) Kemurdzhian, a été baptisé en 1997 par l'Union astronomique internationale.

### Vidéographie
- Tank sur la Lune, documentaire de Jean Afanassieff, diffusé sur France 5, le 13 janvier 2008.  : source utilisée pour la rédaction de l’article.